# Alberto Selva (Politiker)

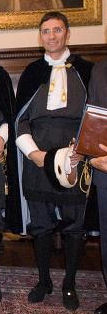
Alberto Selva

Alberto Selva (* 21. September 1964 in San Marino) ist ein san-marinesischer Politiker.
Er schloss 1987 sein Jurastudium an der Universität Bologna ab. Im Anschluss war er 1988/89 Stipendiat an der Universität von San Marino. Danach unterrichtete er von 1988 bis 1991 san-marinesisches Recht. 1989 wurde er als Rechtsanwalt und Notar zugelassen, von  1999 bis 2001 war er Sekretär der Anwaltskammer, von 2004 bis 2006 gehörte er dem Rat der Anwaltskammer an. In den Jahren 2004 bis 2006 war er Mitglied des wissenschaftlichen Beirats des Juristischen Instituts der Universität San Marino (Consiglio Scientifico dell’Istituto Giuridico dell’Università di San Marino). 1991 wurde er Mitglied des Verwaltungsrats der Sozialversicherung ISS (Istituto per la Sicurezza Sociale).
Selva gehörte dem Movimento Biancoazzurro an, das sich 2005 der Alleanza Popolare anschloss. 2006 wurde er auf der Liste der AP in den Consiglio Grande e Generale, das Parlament San Marinos gewählt. 2008 wurde er wiedergewählt, bei den Parlamentswahlen 2012 verlor die AP drei Mandate und Selva verfehlte den Einzug ins Parlament. In der Legislaturperiode von 2006 bis 2008 gehörte Selva dem Außen- und Innenausschuss an und war Mitglied der san-marinesischen Delegation bei der Interparlamentarischen Union. In der folgenden Legislaturperiode war er erneut Mitglied des Innenausschusses und der Delegation bei der IPU. In der Wahlperiode vom 1. Oktober 2007 bis 1. April 2008 war er gemeinsam mit Mirko Tomassoni Capitano Reggente (Staatsoberhaupt) von San Marino. 
Selva wurde im Oktober 2009 als Nachfolger von Mario Venturini zum Coordinatore der Alleanza Popolare gewählt, im November 2011 gab er das Amt wieder auf.
Selva ist verheiratet und Vater einer Tochter. Er wohnt in Serravalle.